# モネラ界
モネラ界(モネラかい、Monera)または原核生物界は、ロバート・ホイッタカーの五界説で唱えられた生物の最上位分類の一つ。界に所属するとされていたのは全て原核生物であり、リン・マーギュリスによる分類のもとでは以下の16門に分けられていた。
- アフラグマバクテリア門
- 発酵細菌門
- スピロヘータ門
- 硫黄細菌門
- メタン細菌門
- 嫌気性光合成細菌門
- シアノバクテリア門
- 黄緑色細菌門
- 窒素固定好気性細菌門
- シュードモナス門
- 好気性内生胞子形成細菌門
- ミクロコッカス門
- 化学合成細菌門
- オムニバクテリア（Omni bacteria）門
- 放線菌門
- 粘液細菌門

この中には、いわゆる細菌と、かつて植物として分類されていた藍藻類（シアノバクテリア）、あとになって細菌とは区別されるようになった古細菌なども属する。モネラ界は1956年に原生生物界から分離する形で提唱されると、1969年に提唱された五界説のもとで標準化され、原核生物全てを含む分類群として定着した。
しかしながら、1970年代後半以降、DNAおよびRNAの解析により、原核生物が系統的に極めて大きく異なる2群（細菌と古細菌）より構成されることが示され、モネラ界の概念は破綻、解体へと向かった。ゆえに現在、学術界において「モネラ界」という用語は生物史学のように過去情報を扱う分野や高等学校や大学の一般教養等の教育分野で限定的に用いられるのみである。ただし、系統樹での位置こそ大幅に変化しているものの、スピロヘータ門やシュードモナス属のように現在でも分類名を残す生物群も存在している。

## モネラ界に分類されていた生物の一例
- 大腸菌
- 乳酸菌
- 納豆菌
- ブドウ球菌
- 古細菌
- ウイロイド
- マイコプラズマ
- グラム陽性菌
- コレラ菌
- 原核緑藻